# Ottenbüttel
Ottenbüttel è un comune tedesco del circondario di Steinburg, nella regione dello Schleswig-Holstein. Ha circa 750 abitanti.